# تئودوروس نیکولایدیس
تئودوروس نیکولایدیس (یونانی: Θεόδωρος Νικολαΐδης؛ زادهٔ ۱۸۹۱ - درگذشته نامشخص) بازیکن فوتبال اهل یونان بود.
وی همچنین در تیم ملی فوتبال یونان بازی کرده‌است.